# Stefan Michał Kwiatkowski
Stefan Michał Kwiatkowski (* 21. Januar 1948 in Lisewo Malborskie, einer Vorstadt von Tczew in Pommerellen) ist ein polnischer Pädagoge und Ehrendoktor der Pädagogischen Universität in Krakau. 
Nach dem 1971 beendeten Ingenieurstudium an der Technischen Universität Warschau erhielt er an der gleichen Hochschule das Doktorat der Technischen Wissenschaften und 1989 das Doktorat der humanistischen Wissenschaften an der Humboldt-Universität zu Berlin bei Karl-Friedrich Wessel. 
Von 1987 bis 1991 bekleidete er den Posten des stellvertretenden Direktors des Instituts für Ökonomisch-Soziale Wissenschaften an der Technischen Universität Warschau. Seit 1991 leitet er als stellvertretender Direktor, seit 1993 als Direktor das Institut für Erziehungsforschungen des Ministeriums für Nationale Bildung. Er leitet den Lehrstuhl für Arbeitspädagogik und Andragogik an der Maria-Grzegorzewska-Akademie für Spezialpädagogik in Warschau. 
Seit 1993 ist er Experte der Internationalen Arbeitsorganisation, einer der Sonderorganisationen der Vereinten Nationen. 
Im Jahr 1994 wurde er zum Professor der humanistischen Wissenschaften ernannt. Von 1994 bis 1999 war er Vorstandsmitglied des PHARE-Programms der Europäischen Union, 1997 bis 1999 Mitglied des Vorstands des Konsortiums SMART Programme - Strategic Measures for Achieving Reform Targets, seit 1997 des Beraterteams des EFT – European Training Foundation.
Er verfasste 490 Abhandlungen, war Doktorvater von 43 Doktoranden. Er wurde u. a. mit dem Kavaliers- und Offizierskreuz des Orden Polonia Restituta ausgezeichnet.

## Werke (Auswahl)
- “Heurystyki i algorytmy w procesie dydaktycznym” (Heuristiken und Algorithmen im Lernprozess) (1982),
- “Nauczanie wielopoziomowe” (Unterricht in mehreren Ebenen) (1984),
- “Nauczanie i uczenie się wspomagane komputerem” (Unterricht und Lernen mit Rechnerunterstützung)  (1987),
- ”Computer im Bildungsprozess: Modellierung, Kreativität, Technik”  : Warszawa : Institut für Bildungsforschung : ISBN 8385295011 (1992),
- ”Komputery w procesie kształcenia i zarządzania szkołą” (Rechner im Lernprozess und Schulverwaltung) (1994),
- “Developing professional qualification standards in Poland : a methodology of building professional qualification standards” / ed. Stefan M. Kwiatkowski, Zofia Sepkowska ; European Training Foundation [et al.] : Warsaw ; Radom : Instytut Badań Edukacyjnych : Instytut Technologii Eksploatacji, 2000. : ISBN 8372041504.